# Blanca (przystanek kolejowy)
Blanca – przystanek osobowy w miejscowości Blanca, w regionie Styria, w Słowenii. 
Przystanek jest zarządzany przez SŽ-Infrastruktura.

## Linie kolejowe
- Dobova – Lublana